# الأميرة أيشواريا ملكة نيبال
أيشواريا راجيا ديفي شاه 1949-2001 (بالإنجليزية: Aishwarya Rajya Laxmi Devi Shah)، أميرة نيبال وزوجة الملك بيرندرا وأم الأمير ديبندرا.

## التعليم
أكملت تعليمها المدرسي في دير سانت هيلين بكورسيونغ في الهند ودير سانت ماري في جوالاخيل بنيبال. حصلت على شهادة اس.إل.سي. من مدرسة كانتي إيشواري راجيا لكشمي العالية في عام 1963. تم قبولها في كلية بادماكانيا المتصلة بجامعة تريبهوفان وتخرجت في تخصص الفنون في عام 1967.

## العائلة
كانت من عائلة رانا التي حكمت نيبال لمدة 104 سنوات. كانت أكبر ابنة للجنرال كيندر شمشير جانغ بهادور رانا (1921-1982) وزوجته شري راجيا لاكشمي شاه (1926-2005). كان لديها أخوان (سوراج شمشير جانغ بهادور رانا؛ أوداي شمشير جانغ بهادور رانا) وأختان (الملكة كومال راجيا لاكشمي ديفي شاه، الأميرة بريكشا راجيا لاكشمي ديفي شاه). بعد وفاتها، أصبحت شقيقتها الصغرى ملكة نيبال. حكمت عائلتها نيبال حتى الخمسينيات من القرن الماضي. في عام 1970، تزوجت من بيرندر بير بيكرام شاه ديف، ولي عهد نيبال آنذاك (وهو ابن عمها).
أختها الصغرى بريكشا تزوجت أيضًا من أسرة شاه، حيث تزوجت من الأمير دهيريندرا، شقيق جيانيندرا وبيرندرا اللذين قتلا في مذبحة القصر. توفيت الأميرة بريكشا في حادث تحطم طائرة هليكوبتر في 12 نوفمبر 2001.

## ملكة نيبال
بعد وفاة الملك ماهيندرا في عام 1972، أصبح بيرندرا الملك وأيشواريا أصبحت ملكة نيبال. كانت الملكة أيشواريا امرأة نشيطة وصريحة وذكية، وكانت تجمع بين الجمال والذكاء. نظّمت برامج اجتماعية وثقافية مختلفة.
دعمت الملكة أيشواريا زوجها في كل خطوات حياتهما على الرغم من الصعوبات التي واجهوها. كانت امرأة بعيدة المدى قادرة على فهم احتياجات البلاد والشعب.

## المؤلفات
كانت مهتمة بالأدب، وكتبت العديد من القصائد التي جُمعت تحت عنوان "آفناي آكاش آفناي باريبيش". أُنتقدت كتابات تشاداني شاه من قبل نقاد ذوي خبرة في الأدب النيبالي. كانت أيضًا ملحنة أغاني مشهورة وكانت أغانيها تُعرض بشكل متكرر على راديو نيبال وتلفزيون نيبال.

## وفاتها
قُتلت الملكة أيشواريا بالرصاص مع زوجها، الملك بيرندرا، وابنهما، الأمير نيراجان، وابنتهما، الأميرة شروتي، وسبعة أعضاء آخرين من العائلة المالكة. يُعتقد على نطاق واسع أن دافع الجريمة كان التصدي الشديد لزواج ولي العهد من ديفياني رانا. وكان وجه الملكة أيشواريا قد تشوه بشدة بسبب الجروح الناتجة عن الرصاص، ولذلك تم تغطية وجهها بقناع من البورسلان يحمل صورتها خلال موكب الجنازة الرسمية الذي حضره العديد من الأشخاص.

## التكريمات

### الوطنية
- نيبال:
  - عضو مع قلادة في وسام ماهندرا
  -  عضو كبير في وسام الشرف
  -  عضو كبير في وسام الحاكم اللطيف[7][7]
  -  عضو كبير في وسام جوركا داكشينا باهو
  -  ميدالية تنصيب الملك بيرندرا (24 فبراير 1975)
  -  ميدالية الذكرى الفضية الخامسة والعشرين للملك بيرندرا (31 يناير 1997)

### الأجنبية
- الدنمارك: دام غراند كروس لوسام دانابروغ
- مصر: جراند كروس لوسام الفضائل، الدرجة الخاصة
- فنلندا: جراند كروس لوسام الوردة البيضاء
- فرنسا: جراند كروس لوسام الجدارة الوطنية[8]
- ألمانيا: جراند كروس الدرجة الخاصة لوسام الاستحقاق للجمهورية الاتحادية الألمانية
- اليابان: دام غراند كوردون لوسام زهرة الريشانثيموم مملكة لاوس
- باكستان: جراند كروس لوسام التفوق رومانيا: جراند كروس لوسام 23 أغسطس

- إسبانيا:
  - دام غراند كروس لوسام تشارلز الثالث[7]
  - دام غراند كروس لوسام إيزابيلا الكاثوليكية
- تايلند: دام غراند كوردون لوسام تشولا تشوم كلاو
- يوغوسلافيا: جراند كروس غريت ستار لوسام نجمة يوغوسلافيا

## وصلات خارجية
1. ↑  "معلومات عن الأميرة أيشواريا ملكة نيبال على موقع d-nb.info". d-nb.info. مؤرشف من الأصل في 2020-01-25.
2. ↑  "معلومات عن الأميرة أيشواريا ملكة نيبال على موقع viaf.org". viaf.org. مؤرشف من الأصل في 2019-12-11.
3. ↑  "معلومات عن الأميرة أيشواريا ملكة نيبال على موقع id.worldcat.org". id.worldcat.org. مؤرشف من الأصل في 2019-12-11.
4. ↑  "i53.html". web.archive.org. 13 أبريل 2014. مؤرشف من الأصل في 2014-04-13. اطلع عليه بتاريخ 2023-08-19.{{استشهاد ويب}}:  صيانة الاستشهاد: BOT: original URL status unknown (link)
5. ↑  "King Birendra of Nepal". www.telegraph.co.uk. مؤرشف من الأصل في 2023-03-15. اطلع عليه بتاريخ 2023-08-19.
6. ↑  "Aishwarya: Nepal's forceful queen" (بالإنجليزية البريطانية). 5 Jun 2001. Archived from the original on 2022-11-07. Retrieved 2023-08-19.
7. 1 2 3  "Wikipedia:Bare URLs". Wikipedia (بالإنجليزية). 20 Jul 2023.
8. ↑  "Bilateral relations - La France au Népal". web.archive.org. 18 أكتوبر 2015. مؤرشف من الأصل في 2015-10-18. اطلع عليه بتاريخ 2023-08-19.